# QMC@Home
QMC@Home (англ. Quantum Monte Carlo At Home)  — проект добровольных вычислений на платформе BOINC, целью которого являются расчеты в области квантовой химии. Проект организован Вестфальским университетом имени Вильгельма при поддержке лаборатории Кавендиша, в сентябре 2012 года управление проектом перешло в Боннский университет. Основной задачей проекта является изучение вопросов, связанных со структурой и взаимодействием молекул химических веществ с использованием численных методов Монте-Карло. Уравнения квантовой теории очень сложны и тяжелы для аналитических расчётов и требуют больших вычислительных мощностей, поэтому в данном проекте исследуется возможность применения квантового метода Монте-Карло (англ. QMC) для химических вычислений (решения уравнения Шрёдингера). Данный метод очень удобен для параллельных вычислений и основной целью проекта является доказательство его применимости к решению поставленных задач.
Вычисления в рамках проекта стартовали в декабре 2005 года. По состоянию на 4 апреля 2012 года в нём приняли участие 48 492 пользователей (124 906 компьютеров) из 178 стран, обеспечивая интегральную производительность в 12 терафлопс.